# Liga Panameña de Fútbol Clausura 2010

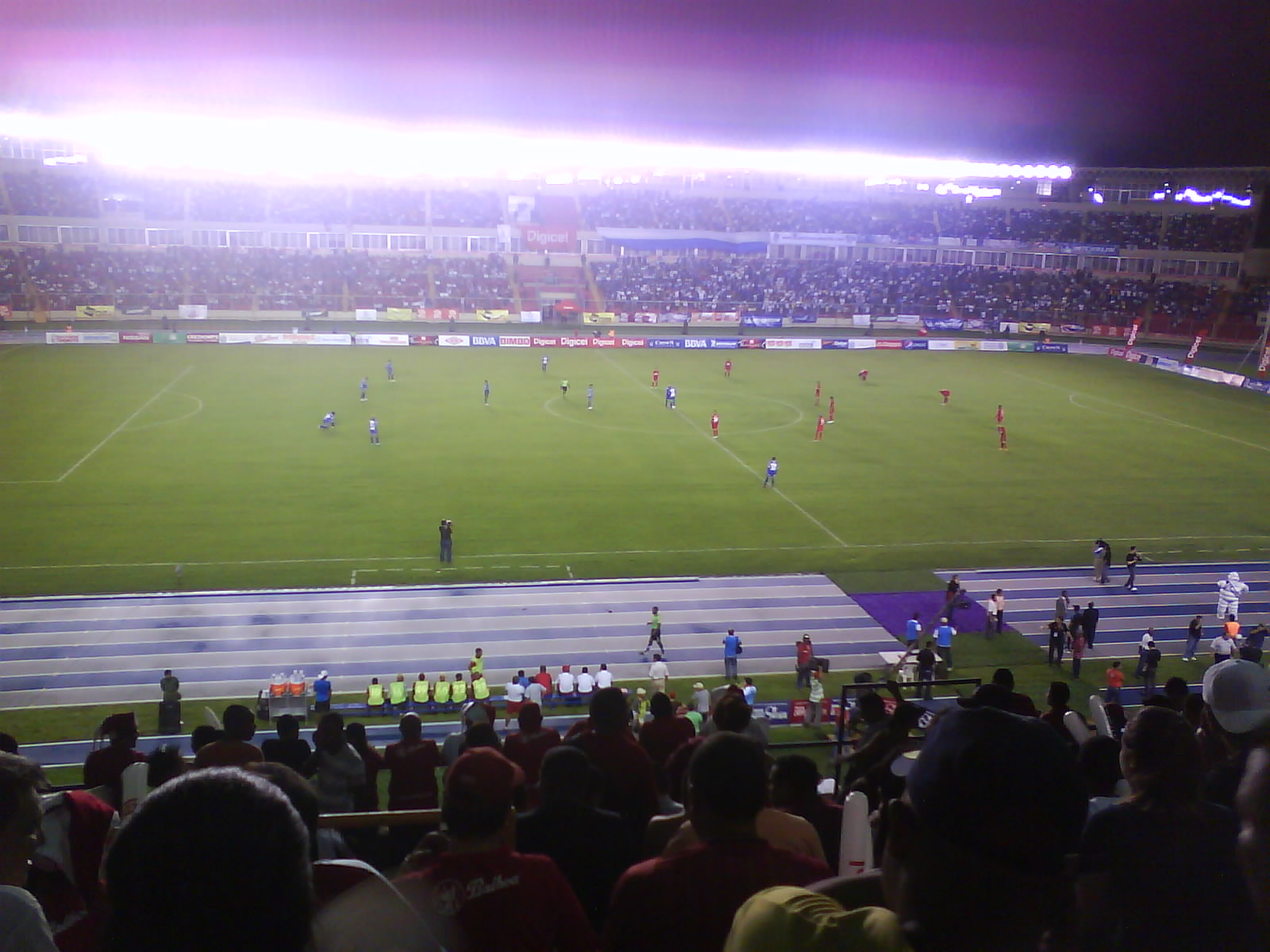
Árabe Unido contra el San Francisco FC en la final, jugada en el Estadio Rommel Fernández.

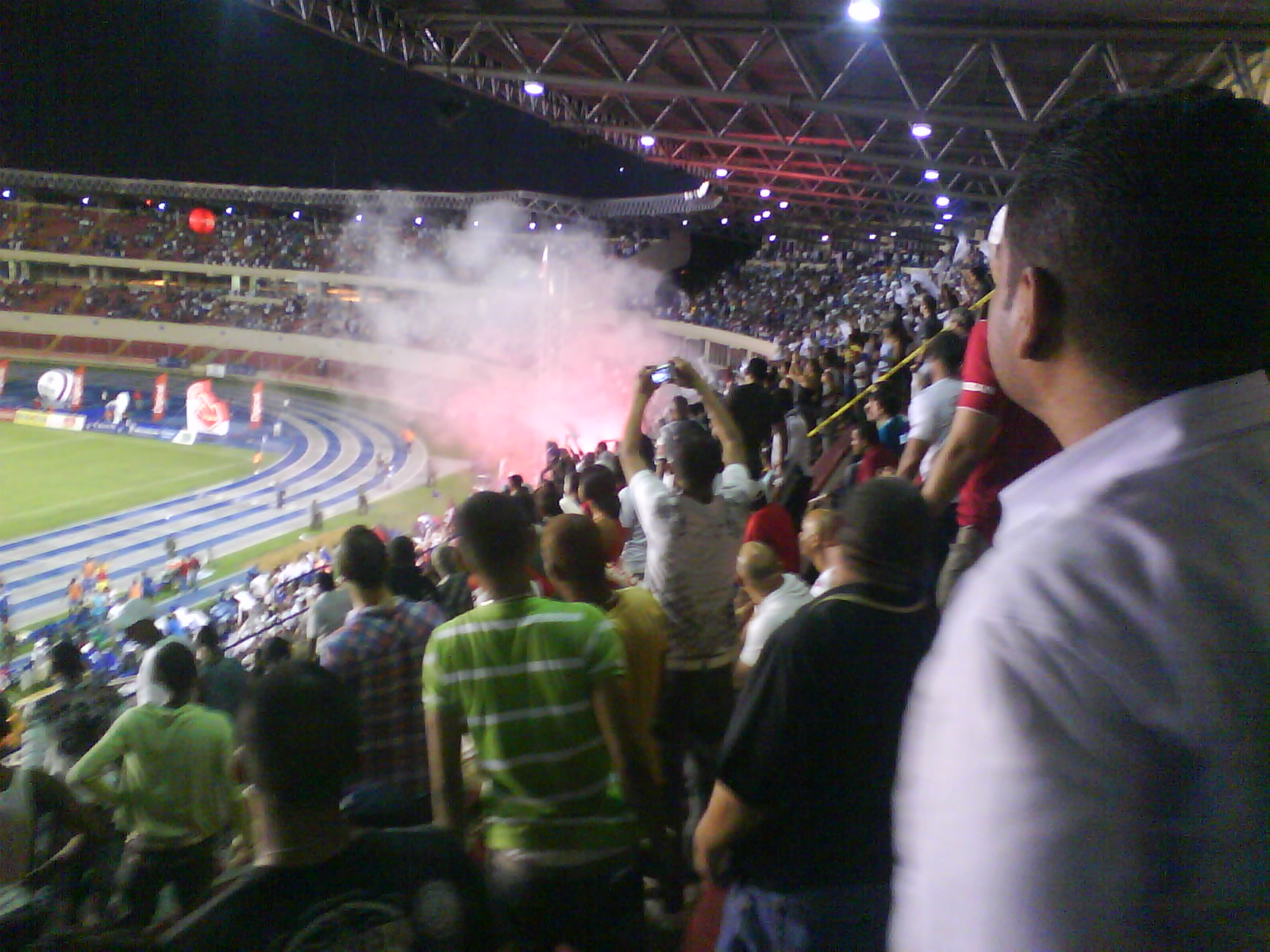
Afición del Árabe Unido en la final del torneo.

La Liga Panameña de Fútbol Clausura 2010, oficialmente por motivo de patrocinio Copa Digicel Clausura 2010 fue la XXXII edición del torneo de la Liga Panameña de Fútbol siendo la finalización de esta temporada, que inicio el año anterior con el torneo LPF Apertura 2009. La primera jornada se jugó el viernes 15, sábado 16 y domingo 17 de enero de 2010.
La final se volvió a jugar nuevamente en el Estadio Rommel Fernández después de varios años, en esta ocasión se enfrentó el Club Deportivo Árabe Unido y el San Francisco FC; el 14 de mayo de 2010, en donde salió vencedor el Árabe sobreponiéndose 1 a 0 ante su rival. En este torneo no hubo descenso porque la liga se encuentra en reestructuración.
El Árabe Unido aseguró su boleto directo a la Liga de Campeones de la Concacaf por ganar ambos torneos, tanto el Apertura pasado, como este Clausura. El San Francisco FC se ganó el pase a la rondra preliminar de la liga campeones de la Concacaf por ser el segundo mejor subcampeón de la temporada (por detrás del Tauro FC), sumando el Apertura 2009 y este Clausura 2010.

## Datos de la LPF Clausura 2010
- En este torneo clausura no habrá descenso y en el próximo apertura no habrá ascenso porque la liga se encuentra en reordenamiento y se pondrá a par a ligas internacionales en el 2011.

- Para el campeón del clausura de la LPF habrá un premio por 20.000 USD, para el subcampeón 5,000 y también se premiará al goleador del torneo entre otros incentivos.[2]

- El Sporting San Miguelito para esta temporada cambia de estadio, sus partidos los jugara en el Mini Rommel, no el Estadio Bernardo Candela Gil, en el cual aun entrena, ya que el mismo no cumplía con algunos requisitos.[3]

- Por petición de la FIFA, al igual que muchas otras ligas, la liga panameña solo tuvo un mes de descanso porque la federación internacional pidió que los torneos estuvieran terminado a más tardar el 15 de mayo, por el Mundial de Fútbol 2010.

- Curiosamente el 21 de febrero en el Estadio San Cristóbal de la ciudad de David, el partido entre el Atlético Chiriquí y el Tauro FC, fue suspendido temporalmente por alrededor de 40 minutos, por un enjambre de abejas que invadió las gradas y la cancha.

### Equipos en la temporada LPF Clausura 2010
| Equipo                 | Ciudad        | Estadio                         | Capacidad |
| ---------------------- | ------------- | ------------------------------- | --------- |
| Alianza FC             | Panamá        | Mini Rommel                     | 1.500     |
| Atlético Chiriquí      | David         | Estadio San Cristóbal           | 2.500     |
| Atlético Veragüense    | Santiago      | Estadio Aristocles Castillo     | 2.500     |
| CD Árabe Unido         | Colón         | Estadio Armando Dely Valdés     | 4.000     |
| CD Plaza Amador        | Panamá        | Estadio Javier Cruz             | 2.500     |
| Chepo FC               | Chepo         | Mini Rommel                     | 800       |
| Chorrillo FC           | Panamá        | Estadio Javier Cruz             | 2.500     |
| San Francisco FC       | La Chorrera   | Estadio Agustín Muquita Sánchez | 8.000     |
| Sporting San Miguelito | San Miguelito | Mini Rommel                     | 800       |
| Tauro FC               | Panamá        | Mini Rommel                     | 800       |

## Estadísticas de la LPF Clausura 2010

### Tabla general
| LPF Clausura 2010 | LPF Clausura 2010      | LPF Clausura 2010 | LPF Clausura 2010 | LPF Clausura 2010 | LPF Clausura 2010 | LPF Clausura 2010 | LPF Clausura 2010 | LPF Clausura 2010 | LPF Clausura 2010 |
| Equipo            | Equipo                 | Pts               | PJ                | G                 | E                 | P                 | GF                | GC                | DIF               |
| ----------------- | ---------------------- | ----------------- | ----------------- | ----------------- | ----------------- | ----------------- | ----------------- | ----------------- | ----------------- |
| 1                 | Atlético Chiriquí      | 33                | 18                | 10                | 3                 | 5                 | 28                | 21                | +7                |
| 2                 | Deportivo Árabe Unido  | 31                | 18                | 8                 | 7                 | 3                 | 24                | 18                | +6                |
| 3                 | Chorrillo FC           | 28                | 18                | 8                 | 4                 | 6                 | 19                | 16                | +3                |
| 4                 | San Francisco FC       | 26                | 18                | 7                 | 5                 | 6                 | 32                | 15                | +17               |
| 5                 | Alianza FC             | 26                | 18                | 7                 | 5                 | 6                 | 22                | 18                | +4                |
| 6                 | CD Plaza Amador        | 22                | 18                | 5                 | 7                 | 6                 | 23                | 21                | +2                |
| 7                 | Tauro FC               | 22                | 18                | 6                 | 4                 | 8                 | 20                | 24                | -4                |
| 8                 | Sporting San Miguelito | 21                | 18                | 5                 | 6                 | 7                 | 19                | 20                | -1                |
| 9                 | Chepo FC               | 18                | 18                | 4                 | 6                 | 8                 | 17                | 28                | -11               |
| 10                | Atlético Veragüense    | 18                | 18                | 5                 | 3                 | 10                | 19                | 42                | -23               |

- Pts=Puntos; PJ=Partidos jugados; G=Partidos ganados; E=Partidos empatados; P=Partidos perdidos; GF=Goles a favor; GC=Goles en contra; DIF=Diferencia de gol

|  | Clasificado a las semifinales. |

### Semifinales
|  | Semifinales           | Semifinales           | Semifinales           |                       |                  | Final            | Final | Final |  |
|  |                       |                       |                       |                       |                  |                  |       |       |  |
|  |                       |                       |                       |                       |                  |                  |       |       |  |
|  | Atlético Chiriquí     | Atlético Chiriquí     | 2                     |                       |                  |                  |       |       |  |
|  | Atlético Chiriquí     | Atlético Chiriquí     | 2                     |                       |                  |                  |       |       |  |
|  | San Francisco FC      | San Francisco FC      | 3                     |                       |                  |                  |       |       |  |
|  | San Francisco FC      | San Francisco FC      | 3                     |                       | San Francisco FC | San Francisco FC | 0     |       |  |
|  |                       |                       |                       |                       | San Francisco FC | San Francisco FC | 0     |       |  |
|  |                       |                       | Deportivo Árabe Unido | Deportivo Árabe Unido | 1                |                  |       |       |  |
|  | Deportivo Árabe Unido | Deportivo Árabe Unido | Deportivo Árabe Unido | Deportivo Árabe Unido | 1                | 2                |       |       |  |
|  | Deportivo Árabe Unido | Deportivo Árabe Unido |                       |                       |                  | 2                |       |       |  |
|  | Chorrillo FC          | Chorrillo FC          | 1                     |                       |                  |                  |       |       |  |
|  | Chorrillo FC          | Chorrillo FC          | 1                     |                       |                  |                  |       |       |  |
|  |                       |                       |                       |                       |                  |                  |       |       |  |

### Tabla final
| Primeros Lugares | Primeros Lugares      |
| ---------------- | --------------------- |
| 1                | Deportivo Árabe Unido |
| 2                | San Francisco FC      |
| 3                | Atlético Chiriquí     |
| 4                | Chorrillo FC          |

|  | Campeón del torneo.                                                               |
|  | Clasificado a la Concacaf Liga Campeones 2010-2011 como segundo mejor subcampeón. |

- El Árabe Unido ya tenía su boleto por haber ganado el torneo anterior, y al ganar este también, consigue su pase directo a la fase de grupo.
- El San Francisco FC se ganó el pase a la liga campeones de la Concacaf por ser el segundo mejor subcampeón de la temporada (por detrás del Tauro FC), sumando el Apertura 2009 y este Clausura 2010.

## Jornadas de la fase regular[4][5]

### Jornada 1
| Fecha               | Lugar                       | Local                  | Resultado | Visitante         |
| ------------------- | --------------------------- | ---------------------- | --------- | ----------------- |
| 15 de enero de 2010 | Mini Rommel                 | Sporting San Miguelito | 0:1       | Tauro FC          |
| 16 de enero de 2010 | Mini Rommel                 | Alianza FC             | 1:2       | Chepo FC          |
| 16 de enero de 2010 | Estadio Javier Cruz         | Chorrillo FC           | 2:1       | CD Plaza Amador   |
| 17 de enero de 2010 | Estadio Armando Dely Valdés | D Árabe Unido          | 1:1       | San Francisco FC  |
| 17 de enero de 2010 | Estadio Aristocles Castillo | Atlético Veraguense    | 2:2       | Atlético Chiriquí |

### Jornada 2
| Fecha               | Lugar                           | Local             | Resultado | Visitante              |
| ------------------- | ------------------------------- | ----------------- | --------- | ---------------------- |
| 22 de enero de 2010 | Mini Rommel                     | Tauro FC          | 0:0       | Alianza FC             |
| 22 de enero de 2010 | Estadio Agustín Muquita Sánchez | San Francisco FC  | 7:1       | Atlético Veraguense    |
| 23 de enero de 2010 | Mini Rommel                     | Chepo FC          | 0:0       | Deportivo Árabe Unido  |
| 24 de enero de 2010 | Estadio San Cristóbal           | Atlético Chiriquí | 2:1       | Chorrillo FC           |
| 24 de enero de 2010 | Estadio Javier Cruz             | CD Plaza Amador   | 1:2       | Sporting San Miguelito |

### Jornada 3
| Fecha               | Lugar                           | Local                  | Resultado | Visitante         |
| ------------------- | ------------------------------- | ---------------------- | --------- | ----------------- |
| 26 de enero de 2010 | Estadio Armando Dely Valdés     | Deportivo Árabe Unido  | 1:0       | Tauro FC          |
| 26 de enero de 2010 | Mini Rommel                     | Alianza FC             | 1:1       | CD Plaza Amador   |
| 26 de enero de 2010 | Estadio Agustín Muquita Sánchez | San Francisco FC       | 1:1       | Chepo FC          |
| 27 de enero de 2010 | Estadio Aristocles Castillo     | Atlético Veraguense    | 0:3       | Chorrillo FC      |
| 27 de enero de 2010 | Mini Rommel                     | Sporting San Miguelito | 2:1       | Atlético Chiriquí |

### Jornada 4
| Fecha               | Lugar                 | Local             | Resultado | Visitante              |
| ------------------- | --------------------- | ----------------- | --------- | ---------------------- |
| 29 de enero de 2010 | Mini Rommel           | Tauro FC          | 2:2       | San Francisco FC       |
| 30 de enero de 2010 | Estadio Javier Cruz   | CD Plaza Amador   | 1:1       | Deportivo Árabe Unido  |
| 30 de enero de 2010 | Estadio San Cristóbal | Atlético Chiriquí | 1:0       | Alianza FC             |
| 31 de enero de 2010 | Estadio Javier Cruz   | Chorrillo FC      | 0:0       | Sporting San Miguelito |
| 31 de enero de 2010 | Mini Rommel           | Chepo FC          | 0:3       | Atlético Veraguense    |

### Jornada 5
| Fecha                | Lugar                           | Local                 | Resultado | Visitante              |
| -------------------- | ------------------------------- | --------------------- | --------- | ---------------------- |
| 3 de febrero de 2010 | Estadio Aristocles Castillo     | Atlético Veraguense   | 0:1       | Sporting San Miguelito |
| 3 de febrero de 2010 | Estadio Agustín Muquita Sánchez | San Francisco FC      | 0:0       | CD Plaza Amador        |
| 3 de febrero de 2010 | Estadio San Cristóbal           | Deportivo Árabe Unido | 2:1       | Atlético Chiriquí      |
| 3 de febrero de 2010 | Mini Rommel                     | Alianza FC            | 1:0       | Chorrillo FC           |
| 4 de febrero de 2010 | Mini Rommel                     | Chepo FC              | 1:0       | Tauro FC               |

### Jornada 6
| Fecha                | Lugar                 | Local                  | Resultado | Visitante             |
| -------------------- | --------------------- | ---------------------- | --------- | --------------------- |
| 5 de febrero de 2010 | Estadio Javier Cruz   | Chorrillo FC           | 0:2       | Deportivo Árabe Unido |
| 6 de febrero de 2010 | Mini Rommel           | Sporting San Miguelito | 2:3       | Alianza FC            |
| 7 de febrero de 2010 | Estadio Javier Cruz   | CD Plaza Amador        | 2:1       | Chepo FC              |
| 7 de febrero de 2010 | Estadio San Cristóbal | Atlético Chiriquí      | 2:1       | San Francisco FC      |
| 7 de febrero de 2010 | Mini Rommel           | Tauro FC               | 1:2       | Atlético Veraguense   |

### Jornada 7
| Fecha                 | Lugar                           | Local                 | Resultado | Visitante              |
| --------------------- | ------------------------------- | --------------------- | --------- | ---------------------- |
| 10 de febrero de 2010 | Mini Rommel                     | Chepo FC              | 5:2       | Atlético Chiriquí      |
| 10 de febrero de 2010 | Estadio Agustín Muquita Sánchez | San Francisco FC      | 0:1       | Chorrillo FC           |
| 11 de febrero de 2010 | Estadio Armando Dely Valdés     | Deportivo Árabe Unido | 1:1       | Sporting San Miguelito |
| 11 de febrero de 2010 | Mini Rommel                     | Tauro FC              | 0:3       | Plaza Amador           |
| 11 de febrero de 2010 | Estadio Aristocles Castillo     | Atlético Veraguense   | 2:1       | Alianza FC             |

### Jornada 8
| Fecha                 | Lugar                 | Local                  | Resultado | Visitante             |
| --------------------- | --------------------- | ---------------------- | --------- | --------------------- |
| 19 de febrero de 2010 | Mini Rommel           | Sporting San Miguelito | 0:1       | San Francisco FC      |
| 20 de febrero de 2010 | Mini Rommel           | Alianza FC             | 1:1       | Deportivo Árabe Unido |
| 20 de febrero de 2010 | Estadio Javier Cruz   | Chorrillo FC           | 0:0       | Chepo FC              |
| 21 de febrero de 2010 | Estadio San Cristóbal | Atlético Chiriquí      | 1:1       | Tauro FC              |
| 21 de febrero de 2010 | Estadio Javier Cruz   | CD Plaza Amador        | 2:0       | Atlético Veraguense   |

### Jornada 9
| Fecha                 | Lugar                           | Local                 | Resultado | Visitante              |
| --------------------- | ------------------------------- | --------------------- | --------- | ---------------------- |
| 26 de febrero de 2010 | Estadio Agustín Muquita Sánchez | San Francisco FC      | 1:1       | Alianza FC             |
| 26 de febrero de 2010 | Mini Rommel                     | Chepo FC              | 1:1       | Sporting San Miguelito |
| 27 de febrero de 2010 | Mini Rommel                     | Tauro FC              | 0:3       | Chorrillo FC           |
| 28 de febrero de 2010 | Estadio Javier Cruz             | CD Plaza Amador       | 1:1       | Atlético Chiriquí      |
| 28 de febrero de 2010 | Estadio Armando Dely Valdés     | Deportivo Árabe Unido | 1:2       | Atlético Veraguense    |

### Jornada 10
| Fecha              | Lugar                           | Local             | Resultado | Visitante              |
| ------------------ | ------------------------------- | ----------------- | --------- | ---------------------- |
| 5 de marzo de 2010 | Mini Rommel                     | Tauro FC          | 0:0       | Sporting San Miguelito |
| 5 de marzo de 2010 | Estadio Agustín Muquita Sánchez | San Francisco FC  | 2:0       | Deportivo Árabe Unido  |
| 6 de marzo de 2010 | Mini Rommel                     | Chepo FC          | 1:0       | Alianza FC             |
| 6 de marzo de 2010 | Estadio Javier Cruz             | CD Plaza Amador   | 1:1       | Chorrillo FC           |
| 7 de marzo de 2010 | Estadio San Cristóbal           | Atlético Chiriquí | 1:0       | Atlético Veraguense    |

### Jornada 11
| Fecha               | Lugar                       | Local                  | Resultado | Visitante         |
| ------------------- | --------------------------- | ---------------------- | --------- | ----------------- |
| 12 de marzo de 2010 | Mini Rommel                 | Sporting San Miguelito | 1:1       | CD Plaza Amador   |
| 13 de marzo de 2010 | Estadio Armando Dely Valdés | Deportivo Árabe Unido  | 0:0       | Chepo FC          |
| 13 de marzo de 2010 | Estadio Javier Cruz         | Chorrillo FC           | 2:1       | Atlético Chiriquí |
| 13 de marzo de 2010 | Estadio Aristocles Castillo | Atlético Veraguense    | 0:3       | San Francisco FC  |
| 13 de marzo de 2010 | Mini Rommel                 | Alianza FC             | 4:1       | Tauro FC          |

### Jornada 12
| Fecha               | Lugar                 | Local             | Resultado | Visitante              |
| ------------------- | --------------------- | ----------------- | --------- | ---------------------- |
| 19 de marzo de 2010 | Mini Rommel           | Chepo FC          | 0:5       | San Francisco FC       |
| 19 de marzo de 2010 | Estadio Javier Cruz   | CD Plaza Amador   | 1:1       | Alianza FC             |
| 20 de marzo de 2010 | Estadio Javier Cruz   | Chorrillo FC      | 1:1       | Atlético Veraguense    |
| 20 de marzo de 2010 | Mini Rommel           | Tauro FC          | 2:3       | Deportivo Árabe Unido  |
| 20 de marzo de 2010 | Estadio San Cristóbal | Atlético Chiriquí | 2:0       | Sporting San Miguelito |

### Jornada 13
| Fecha               | Lugar                           | Local                  | Resultado | Visitante         |
| ------------------- | ------------------------------- | ---------------------- | --------- | ----------------- |
| 24 de marzo de 2010 | Estadio Armando Dely Valdés     | Deportivo Árabe Unido  | 1:0       | CD Plaza Amador   |
| 24 de marzo de 2010 | Mini Rommel                     | Alianza FC             | 0:2       | Atlético Chiriquí |
| 24 de marzo de 2010 | Estadio Aristocles Castillo     | Atlético Veraguense    | 2:1       | Chepo FC          |
| 24 de marzo de 2010 | Estadio Agustín Muquita Sánchez | San Francisco FC       | 1:2       | Tauro FC          |
| 24 de marzo de 2010 | Estadio Bernardo Candela Gil    | Sporting San Miguelito | 1:2       | Chorrillo FC      |

- El Sporting San Miguelito jugó en el Estadio Bernardo Candela Gil, porque a esa misma hora se iba a enfrentar el Alianza FC y el Atlético Chiriquí en el Mini Rommel.

### Jornada 14
| Fecha               | Lugar                 | Local                  | Resultado | Visitante             |
| ------------------- | --------------------- | ---------------------- | --------- | --------------------- |
| 27 de marzo de 2010 | Mini Rommel           | Sporting San Miguelito | 4:0       | Atlético Veraguense   |
| 27 de marzo de 2010 | Estadio Javier Cruz   | Chorrillo FC           | 0:2       | Alianza FC            |
| 28 de marzo de 2010 | Mini Rommel           | Tauro FC               | 2:0       | Chepo FC              |
| 28 de marzo de 2010 | Estadio Javier Cruz   | CD Plaza Amador        | 0:4       | San Francisco FC      |
| 28 de marzo de 2010 | Estadio San Cristóbal | Atlético Chiriquí      | 2:1       | Deportivo Árabe Unido |

### Jornada 15
| Fecha              | Lugar                           | Local                 | Resultado | Visitante              |
| ------------------ | ------------------------------- | --------------------- | --------- | ---------------------- |
| 3 de abril de 2010 | Estadio Agustín Muquita Sánchez | San Francisco FC      | 1:2       | Atlético Chiriquí      |
| 3 de abril de 2010 | Mini Rommel                     | Alianza FC            | 2:0       | Sporting San Miguelito |
| 4 de abril de 2010 | Estadio Armando Dely Valdés     | Deportivo Árabe Unido | 1:0       | Chorrillo FC           |
| 4 de abril de 2010 | Estadio Aristocles Castillo     | Atlético Veraguense   | 0:4       | Tauro FC               |
| 4 de abril de 2010 | Mini Rommel                     | Chepo FC              | 2:3       | CD Plaza Amador        |

### Jornada 16
| Fecha               | Lugar                       | Local                  | Resultado | Visitante             |
| ------------------- | --------------------------- | ---------------------- | --------- | --------------------- |
| 10 de abril de 2010 | Estadio Javier Cruz         | Chorrillo FC           | 0:2       | San Francisco FC      |
| 10 de abril de 2010 | Mini Rommel                 | Alianza FC             | 3:1       | Atlético Veraguense   |
| 11 de abril de 2010 | Estadio Javier Cruz         | CD Plaza Amador        | 1:2       | Tauro FC              |
| 11 de abril de 2010 | Estadio Aristocles Castillo | Atlético Chiriquí      | 4:1       | Chepo FC              |
| 11 de abril de 2010 | Mini Rommel                 | Sporting San Miguelito | 2:3       | Deportivo Árabe Unido |

### Jornada 17
| Fecha               | Lugar                           | Local                 | Resultado | Visitante              |
| ------------------- | ------------------------------- | --------------------- | --------- | ---------------------- |
| 16 de abril de 2010 | Mini Rommel                     | Tauro FC              | 1:0       | Atlético Chiriquí      |
| 16 de abril de 2010 | Estadio Agustín Muquita Sánchez | San Francisco FC      | 0:1       | Sporting San Miguelito |
| 17 de abril de 2010 | Mini Rommel                     | Chepo FC              | 0:1       | Chorrillo FC           |
| 18 de abril de 2010 | Estadio Aristocles Castillo     | Atlético Veraguense   | 0:4       | CD Plaza Amador        |
| 18 de abril de 2010 | Estadio Armando Dely Valdés     | Deportivo Árabe Unido | 2:0       | Alianza FC             |

### Jornada 18
| Fecha               | Lugar                       | Local                  | Resultado | Visitante             |
| ------------------- | --------------------------- | ---------------------- | --------- | --------------------- |
| 23 de abril de 2010 | Mini Rommel                 | Sporting San Miguelito | 1:1       | Chepo FC              |
| 25 de abril de 2010 | Mini Rommel                 | Alianza FC             | 1:0       | San Francisco FC      |
| 25 de abril de 2010 | Estadio Javier Cruz         | Chorrillo FC           | 2:1       | Tauro FC              |
| 25 de abril de 2010 | Estadio San Cristóbal       | Atlético Chiriquí      | 1:0       | CD Plaza Amador       |
| 25 de abril de 2010 | Estadio Aristocles Castillo | Atlético Veraguense    | 3:3       | Deportivo Árabe Unido |

### Semifinales
| 30 de abril de 2010 | San Francisco FC         | 1:0 | Atlético Chiriquí | Estadio Agustín Muquita Sánchez, La Chorrera             |                                                          |
|                     | Alberto Jesús Zapata 42' |     |                   | Asistencia: 8,000 espectadores Árbitro(s): Rolando Vidal | Asistencia: 8,000 espectadores Árbitro(s): Rolando Vidal |

| 9 de mayo de 2010 | Atlético Chiriquí                               | 2:2 | San Francisco FC                   | Estadio San Cristóbal, Ciudad de David                    |                                                           |
|                   | Johan De Ávila 46' · Auriel Gallardo Beytia 87' |     | Eybir Bonagas 48' · Amir Withe 81' | Asistencia: 2,612 espectadores Árbitro(s): Roberto Moreno | Asistencia: 2,612 espectadores Árbitro(s): Roberto Moreno |

| 2 de mayo de 2010 | Chorrillo FC    | 1:0 | Deportivo Árabe Unido | Estadio Javier Cruz, Panamá                               |                                                           |
|                   | Engie Mitre 27' |     |                       | Asistencia: 3,114 espectadores Árbitro(s): Luis Rodríguez | Asistencia: 3,114 espectadores Árbitro(s): Luis Rodríguez |

| 9 de mayo de 2010 | Deportivo Árabe Unido                     | 2:0 | Chorrillo FC         | Estadio Armando Dely Valdés, Ciudad de Colón             |                                                          |
|                   | Manuel Mosquera 42' · Camilo Aguirre 105' |     | Francisco Gómez 119' | Asistencia: 4,339 espectadores Árbitro(s): Rolando Vidal | Asistencia: 4,339 espectadores Árbitro(s): Rolando Vidal |

#### Final
| 1  | POR | Carlos Bejarano             |     |
| 31 | DEF | Eric Davis                  |     |
| 24 | DEF | Andrés Santamaría           |     |
| 32 | DEF | Harold Cummings             |     |
| 14 | DEF | David Daniels               |     |
| 18 | MED | Ángel Luis “Pito” Rodríguez |     |
| 6  | MED | Alejandro Vélez             |     |
| 11 | MED | Armando Cooper              |     |
| 13 | DEL | José Justavino              | 75' |
| 16 | DEL | Víctor Mendieta Jr.         | 65' |
| 12 | DEL | Publio Rodríguez            |     |
| DT | DT  | Richard Parra               |     |

| 1  | POR | William Negrete          |         |  |
| 15 | DEF | Osvaldo González         | 65'     |  |
| 3  | DEF | Rolando Algandona        |         |  |
| 2  | DEF | Carlos Rivera            |         |  |
| 8  | DEF | Wess Torres              |         |  |
| 18 | MED | Ricardo “Patón” Phillips |         |  |
| 4  | MED | Juan Ramón Solis         |         |  |
| 5  | MED | Manuel Torres            | Capitán |  |
| 11 | MED | Victor Herrera Piggott   |         |  |
| 19 | DEL | Johan De Ávila           |         |  |
| 26 | DEL | Alberto Zapata           | 80'     |  |
| DT | DT  | Gary Stempel             |         |  |

| 23 | MED | Camilo Aguirre    | 75' |
| 10 | DEL | Orlando Rodríguez | 65' |

| 21 | DEL | Boris Alfaro          | 65' |
| 6  | DEL | Luis Felipe Olivardia | 80' |

|  | 46' | José Omar Justavino |

|  | 49' | Publio Rodríguez |

| Árbitro             | Rolando Vidal |
| Árbitros asistentes | Hairo Fuentes |
| Árbitros asistentes | Jaime Smith   |
| Cuarto árbitro      | Perea         |

| 1  | POR | Carlos Bejarano             |     |
| 31 | DEF | Eric Davis                  |     |
| 24 | DEF | Andrés Santamaría           |     |
| 32 | DEF | Harold Cummings             |     |
| 14 | DEF | David Daniels               |     |
| 18 | MED | Ángel Luis “Pito” Rodríguez |     |
| 6  | MED | Alejandro Vélez             |     |
| 11 | MED | Armando Cooper              |     |
| 13 | DEL | José Justavino              | 75' |
| 16 | DEL | Víctor Mendieta Jr.         | 65' |
| 12 | DEL | Publio Rodríguez            |     |
| DT | DT  | Richard Parra               |     |

| 1  | POR | William Negrete          |         |  |
| 15 | DEF | Osvaldo González         | 65'     |  |
| 3  | DEF | Rolando Algandona        |         |  |
| 2  | DEF | Carlos Rivera            |         |  |
| 8  | DEF | Wess Torres              |         |  |
| 18 | MED | Ricardo “Patón” Phillips |         |  |
| 4  | MED | Juan Ramón Solis         |         |  |
| 5  | MED | Manuel Torres            | Capitán |  |
| 11 | MED | Victor Herrera Piggott   |         |  |
| 19 | DEL | Johan De Ávila           |         |  |
| 26 | DEL | Alberto Zapata           | 80'     |  |
| DT | DT  | Gary Stempel             |         |  |

| 23 | MED | Camilo Aguirre    | 75' |
| 10 | DEL | Orlando Rodríguez | 65' |

| 21 | DEL | Boris Alfaro          | 65' |
| 6  | DEL | Luis Felipe Olivardia | 80' |

|  | 46' | José Omar Justavino |

|  | 49' | Publio Rodríguez |

| Árbitro             | Rolando Vidal |
| Árbitros asistentes | Hairo Fuentes |
| Árbitros asistentes | Jaime Smith   |
| Cuarto árbitro      | Perea         |

| Campeón de la LPF Clausura 2010:  |
| --------------------------------- |
| Deportivo Árabe Unido 11.º Título |

## Goleadores
| Jugador             | Jugador                     | Goles | Equipo            |
| ------------------- | --------------------------- | ----- | ----------------- |
| Bandera de Colombia | Johan de Ávila              | 10    | San Francisco FC  |
| Bandera de Panamá   | Luis Renteria               | 9     | Tauro FC          |
| Bandera de Panamá   | Johnny Ruíz                 | 6     | Chorrillo FC      |
| Bandera de Panamá   | Auriel Gallardo             | 6     | atlético Chiriquí |
| Bandera de Panamá   | César Medina M              | 6     | Alianza FC        |
| Bandera de Panamá   | Víctor René Mendieta (hijo) | 6     | CD Árabe Unido    |
| Bandera de Panamá   | Óscar Vargas                | 6     | Atlético Chiriquí |

## Clásicos Nacionales

### Super Clásico Nacional
| 11 de febrero de 2010 | Tauro FC | 0:3 | CD Plaza Amador                                               | Mini Rommel, Panamá |  |
|                       |          |     | Rodman Gonzalez 38' · Luis Jaramillo 59' · Angel Lombardo 78' |                     |  |

| 11 de abril de 2010 | CD Plaza Amador | 1:2 | Tauro FC                              | Estadio Javier Cruz, Panamá |  |
|                     | Abdul Pinto 88' |     | Luis Rentería 67' · Luis Rentería 84' |                             |  |

### Clásico de la Rivalidad
| 17 de febrero de 2010 | CD Árabe Unido      | 1:1 | San Francisco FC  | Estadio Armando Dely Valdés, Colón |  |
|                       | Víctor Mendieta 19' |     | Alberto Zapata 3' |                                    |  |

| 5 de marzo de 2010 | San Francisco FC                        | 2:0 | CD Árabe Unido | Estadio Agustín Muquita Sánchez, La Chorrera |  |
|                    | Ricardo Phillips 15' · Boris Alfaro 55' |     |                |                                              |  |

### Clásico del Pueblo
| 16 de enero de 2010 | Chorrillo FC       | 2:1 | CD Plaza Amador        | Estadio Javier Cruz, Panamá  |                              |
|                     | Johny Ruiz 49' 65' |     | Mario Jimmy Duarte 89' | Asistencia: 200 espectadores | Asistencia: 200 espectadores |

| 6 de marzo de 2010 | CD Plaza Amador         | 1:1 | Chorrillo FC   | Estadio Javier Cruz, Panamá |  |
|                    | Fidel Alonso Caesar 76' |     | Johny Ruiz 90' |                             |  |

### El Clásico Interiorano
| 17 de enero de 2010 | Atlético Veraguense                    | 2:2 | Atlético Chiriquí        | Estadio Aristocles Castillo, Santiago de Veraguas |  |
|                     | Josué Brown 28' · Alberto Skinners 74' |     | Ricardo Fossatti 15' 48' |                                                   |  |

| 7 de marzo de 2010 | Atlético Chiriquí          | 1:0 | Atlético Veraguense | Estadio San Cristóbal, Ciudad de David |  |
|                    | Omar Navarro Rutinelly 25' |     |                     |                                        |  |